# Biografielijst Ml

## Mla
- Petar Mladenov (1936-2000), president van Bulgarije
- Mladen Mladenović (1964), Kroatisch voetballer
- Ratko Mladić (1942), Joegoslavisch militair